# スーパーリージョナル
株式会社スーパーリージョナルは、東京都中野区に本社を置き、集合施設向けのインターネットサービスプロバイダで、主に企業独身寮や単身寮、学生寮、ホテル等にインターネット接続サービスを提供する日本の企業である。
清水建設を中心とし、日立製作所、三菱地所、リロ・ホールディング等の出資により平成13年5月に設立された。

## 本社等の所在地
- 本社: 東京都中野区本町1-32-2 ハーモニータワー11F
- 名古屋事務所: 愛知県名古屋市名東区本郷2-173-4 名古屋インタービル